# Bornasco
Bornasco (lombardul: Burnasch) település Olaszországban, Lombardia régióban, Pavia megyében. Lakosainak száma 2676 fő (2023. január 1.). Bornasco Ceranova, Giussago, Lacchiarella, Lardirago, Sant’Alessio con Vialone, Vidigulfo, Zeccone, San Genesio ed Uniti és Siziano községekkel határos.

## Népesség
A település népességének változása:
| Lakosok száma | 2652 | 2710 | 2676 |
|               | 2017 | 2018 | 2023 |